# Tylochrominae
Sous-famille
Les Tylochrominae sont une sous-famille de poissons cichlidés d'Afrique. Elle comprend 36 espèces en cinq genres.

## Tribus, sous-tribus et genres
Tylochromini Poll, 1986
- Tylochromis Regan, 1920 avec 18 espèces

Trematocarini Poll, 1986
- Trematocarina Poll, 1986
  - Trematocara Boulenger, 1899 avec neuf espèces
  - Telotrematocara Poll, 1986 avec une espèce
- Bathybatina Poll, 1986
  - Bathybates Boulenger, 1898 avec sept espèces
  - Hemibates Regan, 1920 avec une espèce